# Johan Lindholm
Lennart Johan Jörgen  Lindholm, född 1 maj 1964 i Mjölby, är en svensk fackföreningsledare som sedan den 18 maj 2024 är ordförande för Landsorganisationen (LO). Han efterträdde då Susanna Gideonsson. Dessförinnan var han 2012–2024 förbundsordförande i Svenska byggnadsarbetareförbundet, efter att i juni 2012 ha valts som Hans Tillys efterträdare vid en extrainsatt kongress.

## Biografi
Johan Lindholm växte upp i Södertälje. Han arbetade som snickare i staden, och började engagera sig fackligt i Byggettan. Han blev känd för allmänheten i samband med Vaxholmskonflikten, då han i egenskap av ordförande för Byggettan tog strid för att svenska kollektivavtal ska gälla på svensk arbetsmarknad.
Lindholm är ordinarie ledamot i Socialdemokraternas partistyrelse och var partiets huvudtalare i Kalmar och Färjestaden på första maj 2017.
Lindholm mottog 2009 pris från Stiftelsen Hela Sverige – Artister Mot Nazister.
Han är far till den socialdemokratiske politikern Alexander Ojanne.